# Валетт, Клод Дени Огюст
Клод Дени Огюст Валетт (фр. Claude Denis Auguste Valette; 16 августа 1805, Сален-ле-Бэн, Бургундия — Франш-Конте – 10 мая 1878, Париж) — французский юрист, политик, педагог, переводчик, профессор права Парижского университета. Член Академии моральных и политических наук (с 1869).
Считается одним из самых выдающихся юристов Франции. 
Труды его обнаруживают обширную эрудицию, ясность и точность юридического мышления и тонкое понимание закона. 
Из сочинений Валетта важнейшие: «Traité des hypotèques» (1846) и «Explication sommaire du livre 1-er du Code Napoléon» (1859); очень ценны его «Notes et additions» к 3-му изд. «Traité sur l'état des personnes» (1842—43) юриста Прудона. 
Перевел также знаменитое сочинение Савиньи о владении по римскому праву и опубликовал много ценных работ в разных юридических изданиях. Февральская революция призвала его к политической деятельности. Он вступил в учредительное собрание, где был избран вице-президентом законодательного комитета. Во время государственного переворота 2 декабря 1851 г. был заключен в Венсеннский замок. Выпущенный на свободу, он не возвращался более на политическое поприще.
В 1869 г. избран членом академии моральных и политических наук. 
Умер в 1878 году. Похоронен на Кладбище Монпарнас.